# Herman Eduard Knaake
Herman Eduard Knaake (Zelhem, 2 februari 1863 - aldaar, 24 december 1948) was een Nederlandse kunstschilder.

## Leven en werk
Knaake werd in Zelhem geboren als zoon van de huisschilder Jan Frederik Knaake en van Anna Charlotta Eeltink. Tot 1900 werkte hij, evenals zijn vader, als huisschilder. Op jonge leeftijd maakte hij werk- en studiereizen naar Nijmegen, Amsterdam, Düsseldorf, Keulen, Antwerpen, Brussel en Parijs. In Düsseldorf kreeg hij les van M.J.G. Meyer en in Parijs leerde hij etsen van D. Chahine. Hij bekwaamde zich in het hout- en marmerschilderen. Later nam hij kunstschilderlessen, onder anderen bij Tony Offermans en Théophile de Bock. Hij was niet alleen schilder, maar ook etser en tekenaar. Hij legde het Achterhoekse landschap vast in zijn schilderijen. Zijn manier van schilderen heeft verwantschap met de Haagse School. De toenmalige gemeente Zelhem kocht twee van zijn werken voor de kamer van de burgemeester in het gemeentehuis.
Knaake trouwde op 6 april 1899 te Zelhem met Willemina Johanna Coops. Hij overleed in december 1948 op 85-jarige leeftijd in zijn woonplaats Zelhem.